# Agoryzm

Symbol agoryzmu symbolizujący literę „a” do potęgi trzeciej, co po angielsku ma oznaczać agora, anarchy, action (ang. agora, anarchia, działanie).

Agoryzm – anarchistyczna doktryna polityczna sformułowana przez Samuela Edwarda Konkina III i uważana za filozofię lewicowo-libertariańską. Głównym celem agorystów jest utworzenie wolnego społeczeństwa, w którym „wszystkie związki międzyludzkie są dobrowolne”. Nazwa „agoryzm” pochodzi od greckiego słowa „agora”, oznaczającego „otwarty rynek”. Jako rodzaj anarchizmu rynkowego, jest zaliczany do anarchokapitalizmu (od którego wyróżnia go odmienna teoria klas społecznych) lub anarchoindywidualizmu. Sam Konkin natomiast scharakteryzował agoryzm jako formę antykapitalistycznego lewicowego libertarianizmu będącego gałęzią lewicowego anarchizmu rynkowego.
Charakterystyczną cechą agoryzmu w porównaniu z innymi odłamami anarchizmu rynkowego jest jego nacisk strategiczny na konieczność budowania alternatywnej, pokojowej instytucji rynkowej – szarej strefy. Tego typu działalność została nazwana przez Samuela Konkina „kontrekonomią”. Według agorystów, w miarę wzrostu podziemnej gospodarki, powszechna wiara w moralność państwa i uczestnictwo w jego strukturach będą się systematycznie osłabiały, aż nie będzie ono w stanie dalej utrzymywać swojej działalności.
Agoryści uważają swoje idee za kontynuację i rozwiniętą formę poglądów Murraya Rothbarda. Konkin następująco określił agorystów:

W swym spojrzeniu na ekonomię agoryści są więc stricte rothbardiańscy, a w pewnych kwestiach nawet bardziej rothbardiańscy niż sam Rothbard, który ku naszej rozpaczy także uległ czarowi kilku starych mitów.

{{Cytat}} Linki zewnętrzne: "źródło".

## Historia agoryzmu
Agoryzm ma swoje początki we współpracy Murraya Rothbarda i innych libertarian z radykalnymi lewicowcami, takimi jak Ronald Radosh, Gabriel Kolko i William Appleman Williams. Rothbard widział w nich godnych współpracowników w krytyce Amerykańskiego imperializmu i korporacjonizmu. W późniejszych latach 70. Rothbard porzucił swoje kontakty z lewicą, lecz niektórzy libertarianie, w tym i Konkin, chcieli kontynuować sojusz libertariańsko-lewicowy. Kolejnym bodźcem do ukształtowania się lewicowego odłamu w ruchu libertariańskim było powstanie Partii Libertariańskiej w 1971 roku. Konkin uważał, że utworzenie partii stanowiło próbę włączenia libertarianizmu w struktury państwa i był mu stanowczo przeciwny.
W 1979 J. Neil Schulman, współpracownik Konkina, wydał książkę Alongside Night, w której opisał przebieg fikcyjnej rewolucji agorystycznej przeciw państwu policyjnemu Stanów Zjednoczonych. W 1980 pojawił się Manifest Nowego Libertarianizmu, czołowe dzieło Samuela Konkina.
Dziś za agorystów uważani są Roderick Long, Brad Spangler, Wally Conger, Jeremy Weiland, Sheldon Richman.

## Kontrekonomia jako rewolucyjna teoria
Według krótkiego streszczenia na temat koncepcji rewolucji anarchistyczno-rynkowej, Rewolucja Agorystyczna w skrócie:

Agoryzm to rewolucyjny anarchizm rynkowy.
W społeczeństwie anarchistyczno-rynkowym, prawo i bezpieczeństwo będą zapewniane przez instytucje rynkowe, nie polityczne. Agoryści zdają sobie więc sprawę z tego, że te instytucje nie mogą powstać na drodze reformizmu politycznego. Muszą one wyrosnąć z procesów rynkowych.
Jako że rząd jest przestępczym procederem, kulminacja rewolucji następuje, gdy państwo zostaje wyparte przez rynkowych producentów bezpieczeństwa i prawa. Popyt rynkowy na te usługi doprowadzi do ich powstania. Rozwój tego popytu będzie spowodowany przez wzrost gospodarczy w tym sektorze gospodarki, który otwarcie odcina się od współpracy z państwem (i dlatego nie może zwrócić się do państwa jako monopolistycznego producenta bezpieczeństwa i prawa). Ten sektor gospodarki to kontrekonomia – czarne i szare rynki.

## 4 strefy ekonomii
Agoryści proponują podział ekonomii na 4 strefy:
- biała strefa – każda działalność akceptowana i zatwierdzona przez państwo,
- szara strefa – dobrowolne działania, które ogólnie nie są zabronione, ale w tym konkretnym przypadku nie są zatwierdzone przez państwo (np. działalność bez wymaganych licencji, prostytucja, handel bez rejestracji firmy, czy płacenia podatków),
- czarna strefa (zwana też czarnym rynkiem) – dobrowolne działanie zakazane i nie zatwierdzone przez państwo (np. sutenerstwo, handel bronią, narkotykami, bimbrem),
- czerwona strefa – agresja niezgodna z prawem naturalnym nie zatwierdzona przez państwo (np. handel ludźmi, niewolnictwo, handel ludzkimi organami, krwią itp.).

Agoryści akceptują jedynie szarą i czarną strefę, odrzucając dwie pozostałe, czyli białą i czerwoną.

## Poglądy na temat własności
Agoryści uważają się za kontynuatorów pracy Murraya Rothbarda. Dlatego też zgadzają się z aksjomatem nieagresji, postulującym, że „żaden człowiek nie ma prawa użyć siły wobec innego, niewinnego człowieka”. Z tego względu też uznają prawo własności za prawo naturalne. Jednocześnie są „miękkimi własnościowcami”. To znaczy, że w przeciwieństwie do „twardych własnościowców”, uważają, iż w wolnym społeczeństwie mogą istnieć także kolektywne i użytkowe formy własności.
Agoryści są podzieleni w kwestii własności intelektualnej. Konkin uważał je za agresywną ingerencję państwa w rynek, mającą na celu jego monopolizację. Z drugiej strony, J. Neil Schulman uważa własność intelektualną za prawo naturalne. Spór ten trwa do dziś i doprowadził on do zerwania stosunków pomiędzy Schulmanem a wieloma innymi agorystami.
Choć agoryści są radykalnymi wolnorynkowcami, są podejrzliwi wobec korporacji i tego, co nazywają „korporacyjnym kapitalizmem” bądź „państwowym kapitalizmem”. Uważają, że ograniczona odpowiedzialność jest przywilejem nadawanym korporacjom przez państwo.
Agoryści często wyrażają sympatię dla skonstruowanego przez Murraya Rothbarda programu konfiskaty mienia państwowego przez jego pracowników lub klientów. Także firmy prywatne, które są winne współpracy z państwem i otrzymywały z jego strony przywileje miałby spotkać taki los.

## Agorystyczna teoria klas
Agoryści budują na pracy Murraya Rothbarda, uważając państwo za organ wyzysku klas niższych i średnich przez „elitę władzy”.
| przedsiębiorca lub przedsiębiorczy kapitalista                   | niepaństwowy kapitalista                             | propaństwowy kapitalista              |
| ---------------------------------------------------------------- | ---------------------------------------------------- | ------------------------------------- |
| (pozytywny)                                                      | (neutralny)                                          | (negatywny)                           |
| innowator, bierze na siebie ryzyko, producent siły wolnego rynku | posiadacz kapitału, niekoniecznie wyznawca ideologii | „największe Zło w sferze politycznej” |

## Działalność polityczna
Agoryści są przeciwnikami głosowania i uczestnictwa w polityce. Niektórzy są przeciwni tym metodom ze względów moralnych – uważają, że głosowanie legitymizuje władzę i stanowi użycie siły przeciw innym ludziom. Inni uważają głosowanie za nieefektywną strategię. Jako alternatywę, agoryści proponują edukację oraz akcję bezpośrednią, w szczególności kontrekonomię i budowanie alternatywnych instytucji.

## Cztery fazy od etatyzmu do agory
Samuel Edward Konkin III w "Nowym Manifeście Libertariańskim" przedstawił prawdopodobne, w jego mniemaniu, etapy w drodze ku agorze. Ostrzegał on przed inicjacją agresji przez libertarian, co byłoby abberacją celu rewolucji i zniżeniem się do poziomu etatysty. Poniżej przedstawiono streszczony opis:
- Faza 0: Społeczeństwo Agorystyczne o Zerowej Gęstości – w tej fazie agoryzm nie jest znaną ideą. Znają ją nieliczni, a na świecie istnieje garstka protolibertarian oraz praktykujących kontrekonomię. Następuje powolna ewolucja świadomości. Jedyną strategią jest przekonywanie do idei innych oraz kontrekonomiczny sposób życia. Wskazana jest koncentracja na edukacji, reklamie i kampaniach antypolitycznych. Popierana powinna być tendencja w kierunku konsekwentnego, bezkompromisowego agoryzmu.
- Faza 1: Społeczeństwo Agorystyczne o Niskiej Gęstości - moment przyrostu liczby Nowych Libertarian. Jako że masowa przemiana jest niemożliwa (bez etatystycznego ataku na kolektyw) orędownicy wolności powinni zgrupować się w ramach Ruchu Lewicy Libertariańskiej bez sformalizowanego zarządu. O wsparciu podejmowanych działań powinni sami decydować konkretni aktywiści, wybór strategii danego taktyka powinien przypominać wybór konsultanta przez przedsiębiorcę. Strategia powinna być "kupowana" i "sprzedawana" jak każdy inny towar. Ważne jest przekonanie libertarian do stosowania kontrekonomii i kontrekonomistów do libertarianizmu. "Kadra" RLL musi wywierać wpływ na quasi-libertarian celem faktycznego blokowania pomniejszych działań państwa.
- Faza 2: Społeczeństwo Agorystyczne o Średniej Gęstości i Małym Natężeniu – zauważenie i rozpoczęcie postrzegania jako zagrożenia agoryzmu przez etatystów. Aby doszło do tej fazy idea agoryzmu musi być w społeczeństwie rozpowszechniona, możliwe, że powstaną dzielnice agorystów, z powodu istnienia powszechnej sympatii dla ruchu prawdopodobnie rząd powstrzyma się przed masowym atakiem. W tym etapie oprócz obrony subspołeczeństwa bezpaństwowego ważne jest utrzymanie i dalsze rozpowszechnianie świadomości libertariańskiej.
- Faza 3: Społeczeństwo Agorystyczne o Wysokiej Gęstości i Dużym Natężeniu - państwo popada w kryzys z powodu rozpowszechnionej kontrekonomii i próbuje odzyskać autorytet. Stagnacja oraz szalejąca inflacja stają się powszechne. Rządzący będą próbować odwrócić proces zanikania państwa wygłaszając logicznie brzmiące antyzasady. Libertarianie zasilają szeregi agorystycznych agencji ochrony i arbitrażu tymczasowo zrzeszonych w syndykat, aby mieć szansę w starciu obronnym z państwem. Na przełomie etapu 3 i 4 państwo rozpętuje represje celem likwidacji chcących pociągnąć do odpowiedzialności klasę rządzącą za popełnione przestępstwa. Sojusz Nowych Libertarian powinien w odpowiednim momencie, gdy wszyscy zrozumieją, że państwo jest już niezdolne do dalszego pasożytniczego życia i grabieży, zareagować na falę państwowych represji skutecznym oporem - rewolucją. Zdając sobie sprawę z bezsensowności dalszej akcji funkcjonariusze publiczni przejdą na stronę zdolną im więcej zapłacić, a państwo skurczy się do małych etatystycznych skupisku lub całkowicie upadnie.
- Faza 4: Agorystyczne Społeczeństwo z Etatystycznymi Nieczystościami – po upadku państwa syndykat firm ubezpieczeniowych i agencji ochrony kończy swoją działalności rozpadając się na konkurencyjne firmy. Również Sojusz Nowych Libertarian rozpada się, jako że osiągnął swój cel. Pojmani etatyści płacą odszkodowanie, i jeśli żyją wystarczająco długo, aby spłacić swój dług, przyjmowani są z powrotem do społeczeństwa. Zwycięscy aktywiści podejmują walkę z innymi problemami trapiącymi ludzkość[17].